# デスピナ・ソロム
デスピナ・ソロム（Despoina Solomou、1990年8月18日-）は、ギリシャの女子アーティスティックスイミング選手。アテネ出身。
2008年北京オリンピックにギリシャ代表として出場し、エヴァンティア・マクリヤンニとのデュエットで決勝で10位になった。2010年のヨーロッパ選手権ではソロ、フリー・ルーティンともに5位になっている。